# Eisner Award para Best Painter/Multimedia Artist
O Eisner Award para Best Painter/Multimedia Artist, anteriormente conhecido como Eisner Award para Best Painter (em português, Melhor pintor ou artista multimídia) é uma das categorias do Will Eisner Comic Industry Award, popularmente conhecido como Eisner Awards. A cerimônia foi estabelecida em 1988 e desde então é realizada durante a convenção "Comic-Con", que ocorre anualmente em San Diego, Califórnia. A categoria foi incluída na premiação em 1993 e premia os artistas especificamente quanto à arte interna realizada nas publicações, excluindo capas, que são destacadas em outra categoria da premiação.

## Histórico
Entre 1985 e 1987, a editora Fantagraphics Books promoveu o Kirby Awards, uma premiação dedicada à indústria das histórias em quadrinhos e com os vencedores recebendo seus prêmios sempre com a presença do artista Jack Kirby. As edições do Kirby Awards eram organizadas por Dave Olbrich, um funcionário da editora. Em 1987, com a saída de Olbrich, a Fangraphics decidiu encerrar o Kirby Awards e instituiu o Harvey Awards, cujo nome é uma homenagem à Harvey Kurtzman. Olbrich, por sua vez, fundou no mesmo ano o "Will Eisner Comic Industry Award".
Em 1988, a primeira edição do prêmio foi realizada, no mesmo modelo até hoje adotado: Um grupo de cinco membros reúne-se, discute os trabalhos realizados no ano anterior, e decide as indicações para cada uma das categorias, que são então votadas por determinado número de profissionais e os ganhadores são anunciados durante a edição daquele ano da San Diego Comic-Con, uma convenção de quadrinhos realizada em San Diego, Califórnia. Por dois anos o próprio Olbrich organizou a premiação até que, ao ver-se incapaz de reunir os fundos necessários para realizar a edição de 1990 - que acabou não ocorrendo - ele decidiu transferir a responsabilidade para a própria Comic-Con, que desde 1990 emprega Jackie Estrada para organizá-lo. A premiação costumeiramente ocorre às quintas-feiras à noite, durante a convenção, sendo sucedida na sexta-feira pelos Inkpot Awards.

## Vencedores doEisner Award para Best Painter
| Ano  | Artista (s) | Obra (s)                 | Editora           | Indicados | Nota   |
| ---- | ----------- | ------------------------ | ----------------- | --- | ------ |

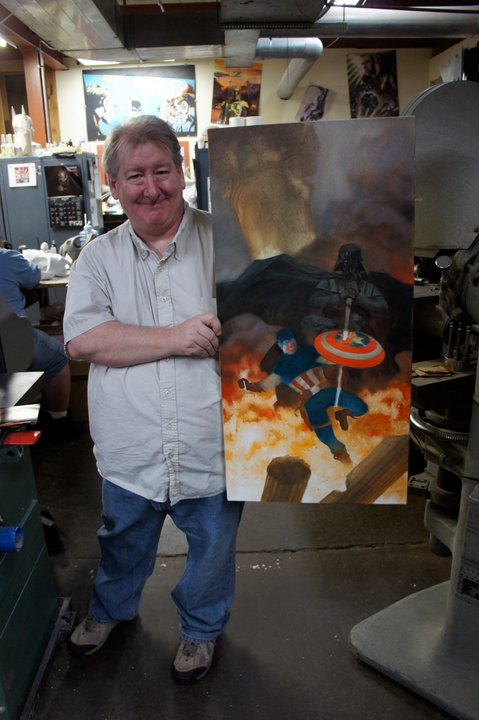
Dave Dorman foi o primeiro artista premiado na categoria "Melhor Pintor", em 1993, por seu trabalho em Aliens: Tribes.

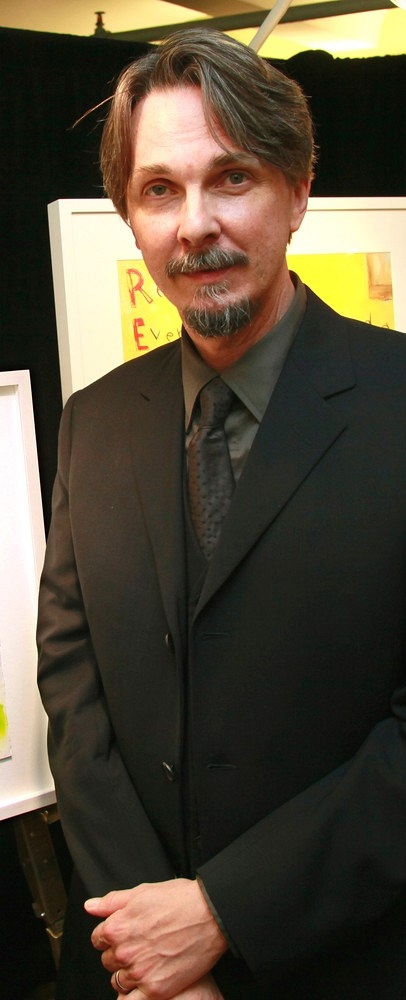
Jon J Muth, vencedor em 1995 por Mistery Play.

| 1993 | Dave Dorman | Aliens:Tribes            | Dark Horse Comics | - Simon Bisley, por "Lair of the Lizard Ladies" em Mr. Monster Attacks #3 (Tundra) - John Bolton, por Army of Darkness (Dark Horse) - Dan Brereton, por Dread (Eclipse) - Teddy Kristiansen, por Tarzan: Love, Lies, and the Lost City (Malibu) - Dave McKean, por Signal to Noise (VG Graphics/Dark Horse) - Jim Woodring, por Frank in the River (Tundra) e "Frank" em Pictopia #2 (Fantagraphics) | [ 6 ]  |
| 1994 | Alex Ross   | Marvels                  | Marvel            | - Mark Chiarello, por Batman/Houdini: The Devil's Workshop (DC) - Scott Hampton, por The Upturned Stone (Kitchen Sink) - Teddy Kristiansen, por Grendel Tales: Four Devils, One Hell (Dark Horse) | [ 7 ]  |
| 1995 | Jon J. Muth | Mystery Play             | DC/Vertigo        | - Christoper Moeller, por Shadow Empires: Faith Conquers (Dark Horse) - Miguelanxo Prado, por Streak of Chalk (NBM) - Jim Silke, por Rascals in Paradise (Dark Horse) - Jim Woodring, por Jim (Fantagraphics) | [ 8 ]  |
| 1996 | John Bolton | Batman: Man-bat          | DC                | - Dan Brereton, por The Nocturnals (Malibu/Bravura) - Teddy Kristiansen, por Bacchus Color Special (Dark Horse) - David Wenzel, por Fairy Tales of the Brothers Grimm (NBM) - Phil Winslade, por Goddess (DC/Vertigo) | [ 9 ]  |
| 1997 | Alex Ross   | Kingdom Come             | DC                | - Dan Brereton, por Thrillkiller (DC) - Joseph Michael Linsner, por Dawn (Sirius) - Miguelanxo Prado, por Tangents (NBM) | [ 10 ] |
| 1998 | Alex Ross   | Uncle Sam                | DC/Vertigo        | - John Bolton, por Menz Insana e "The Flowers of Romance" em Vertigo: Winter's Edge (DC/Vertigo) - Gene Ha, por "Free Fall" em Marvel Shadows and Light (Marvel) - Scott Hampton, por Batman: Dark Knight Dynasty (DC) e Destiny: A Chronicle of Deaths Foretold, Book Two (DC/Vertigo) - David Wenzel, por The Wizard's Tale (Homage)                                                               | [ 11 ] |
| 1999 | Alex Ross   | Superman: Peace on Earth | DC                | - Kyle Baker, por You Are Here (DC/Vertigo) - Dan Brereton, por Thrillkiller '62 (DC) - David Mack, por Kabuki (Image) | [ 12 ] |

## Vencedores doEisner Award para Best Painter/Multimedia Artist
| Ano  | Artista (s)        | Obra (s)                                                 | Editora                        | Indicados | Nota                 |
| ---- | ------------------ | -------------------------------------------------------- | ------------------------------ | --- | -------------------- |

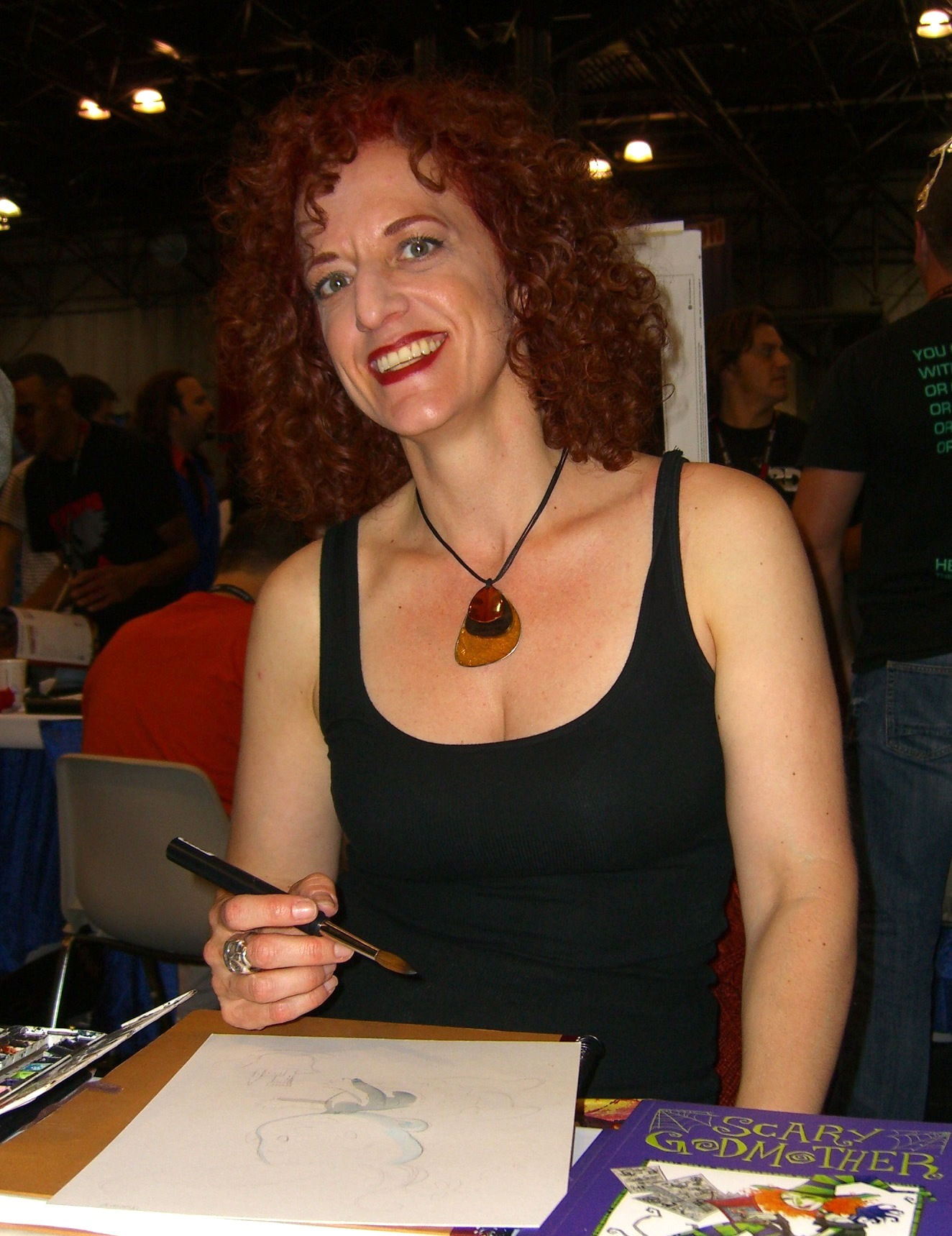
Jill Thompson acumula seis indicações na categoria, em 2000, 2001, 2004, 2007, 2009 e 2010. Destas, cinco resultaram em vitórias.

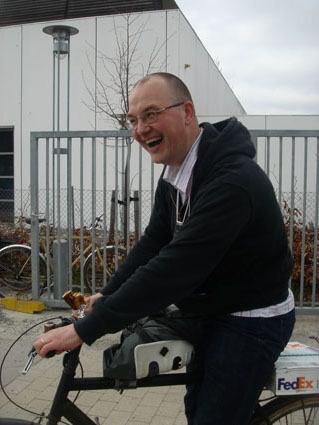
Teddy Kristiansen foi vencedor da categoria em 2005.

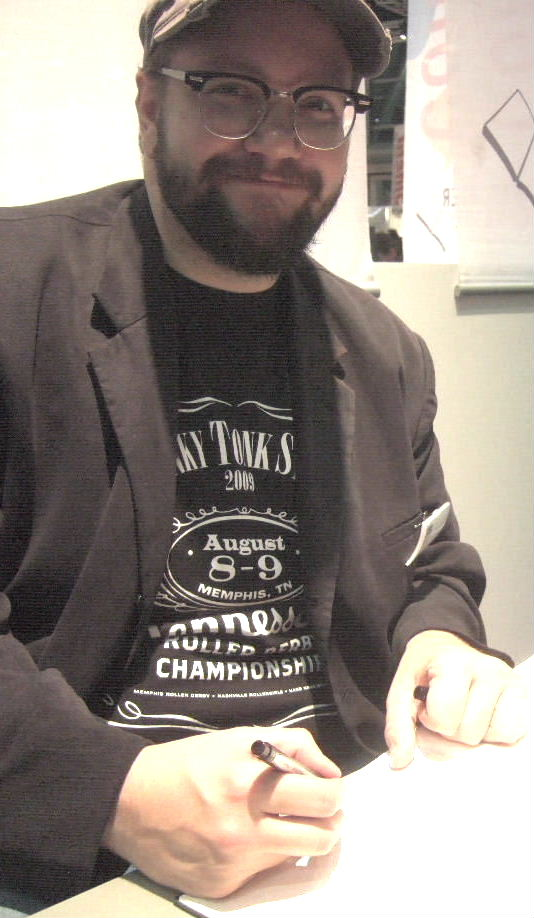
Eric Powell, vencedor em 2008 por The Goon.

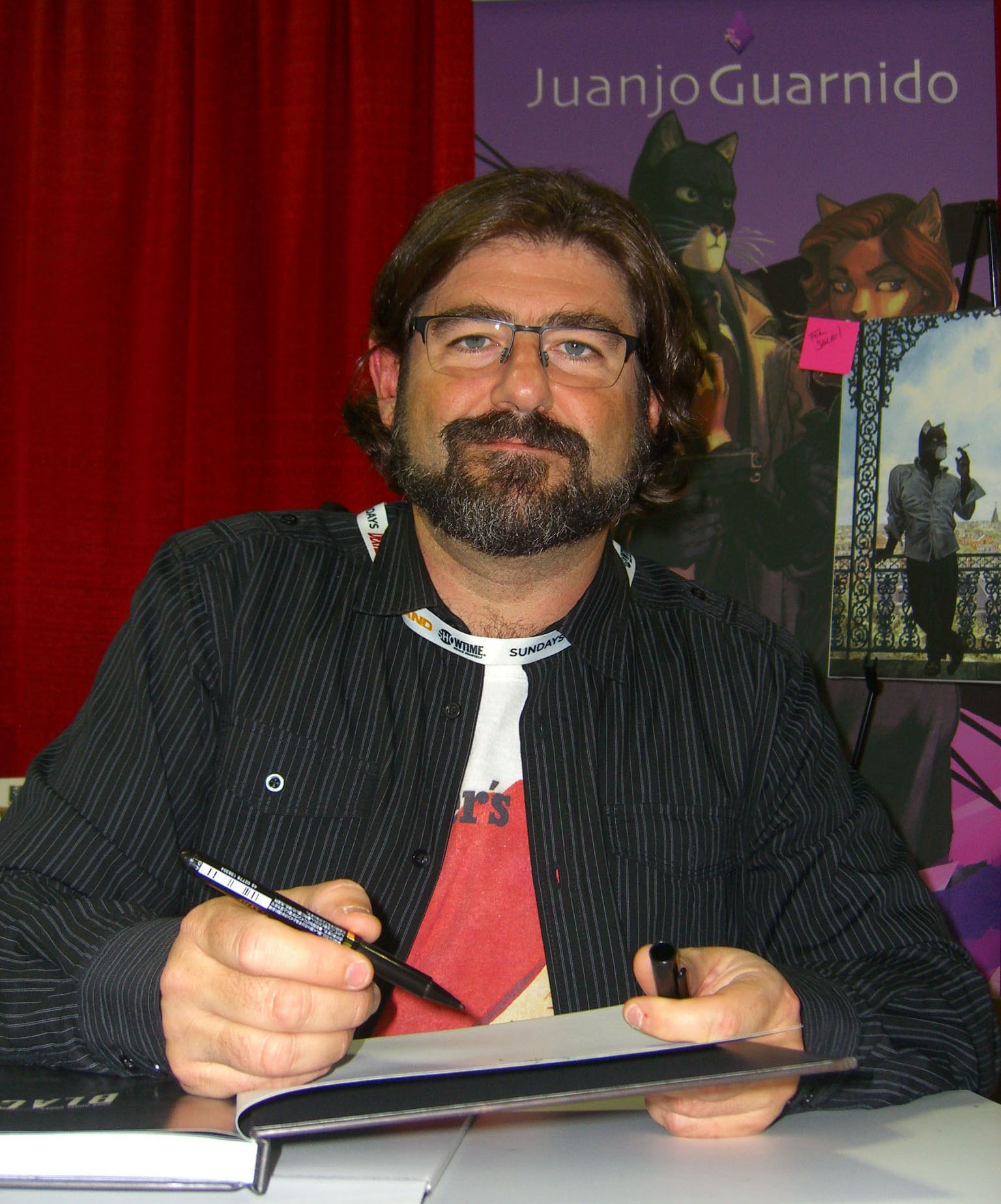
Juanjo Guarnido foi vencedor em 2011 e 2013 por seu trabalho na série Blacksad.

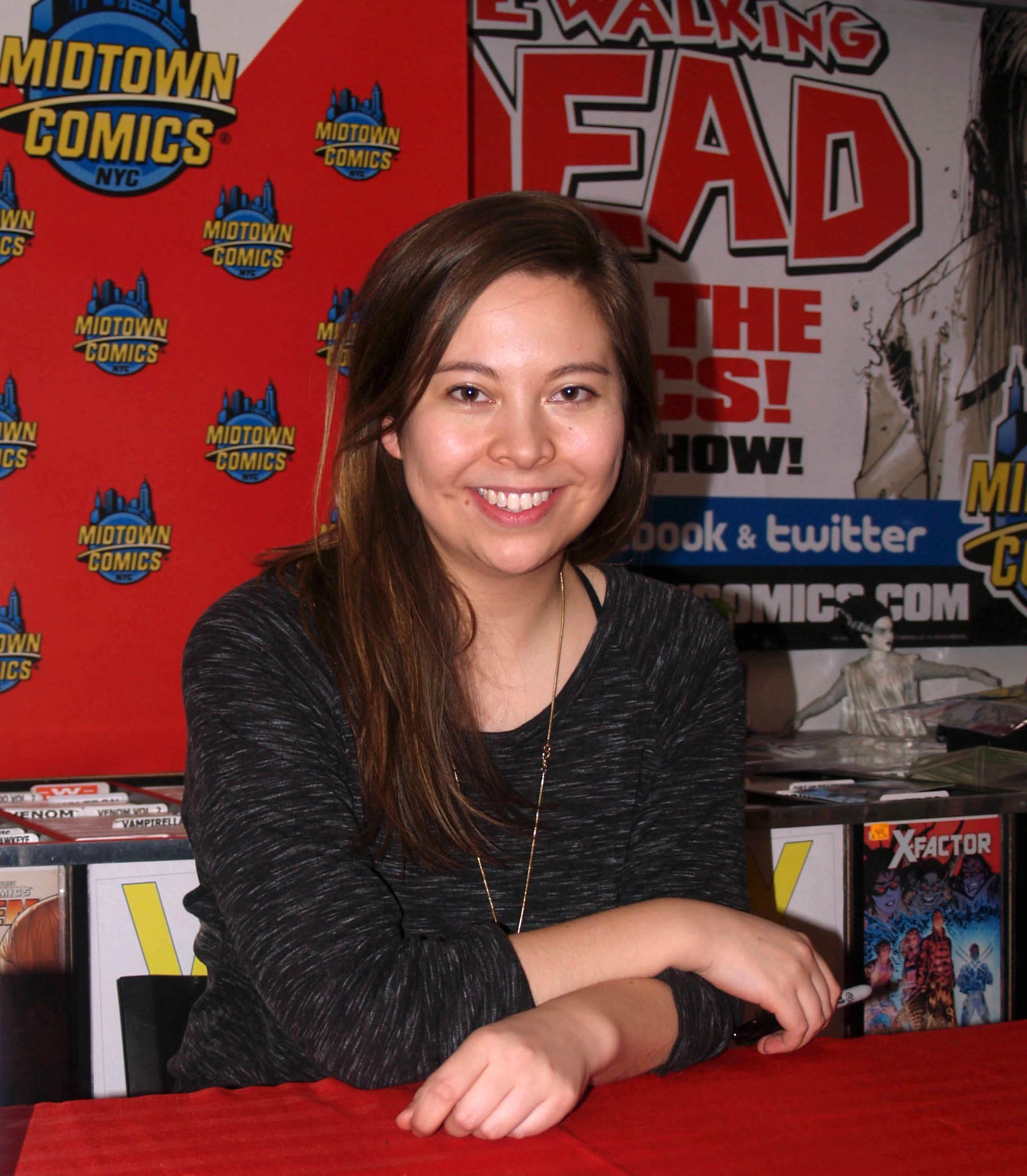
Fiona Staples, vencedora em 2014 por seu trabalho em Saga.

| 2000 | Alex Ross          | Batman: War on Crime                                     | DC                             | - Kyle Baker, por I Die at Midnight (DC/Vertigo) e "Letitia Lerner, Superman's Babysitter" em Elseworlds 80-Page Giant (DC) - John Bolton, por Gifts of the Night (DC/Vertigo) - Jill Thompson, por Scary Godmother: The Mystery Date (Sirius)                                                                                          | [ 13 ]               |
| 2001 | Jill Thompson      | Scary Godmother                                          | Sirius                         | - Christian Gossett por The Red Star (Image) - David Mack por Kabuki #9 (Image) - George Pratt por Batman: Harvest Breed (DC) - Charles Vess por Rose #1 (Cartoon Books) - Yslaire por From Cloud 99 - Memories, Part I (Humanoids) | [ 14 ]               |
| 2002 | Charles Vess       | Rose                                                     | Cartoon Books                  | - Allen Coulter e Snakebite, por The Red Star (Image) - Dave McKean por Pictures That [Tick] (Hourglass/Allen Spiegel Fine Arts) - David Mack por Daredevil #16-19 (Marvel) - John Van Fleet por Batman: The Ankh (DC) | [ 15 ]               |
| 2003 | George Pratt       | Wolverine: Netsuke                                       | Marvel                         | - Eric Drooker, por Blood Song (Harcourt) - David Mack, por Kabuki: The Ghost Play (Image) - Lorenzo Mattotti, por Dr. Jekyll & Mr. Hyde (NBM) | [ 16 ]               |
| 2004 | Jill Thompson      | "Stray" (em The Dark Horse Book of Hauntings)            | Dark Horse                     | - Juanjo Guarnido, por Blacksad (ibooks) - Ladronn, por Hip Flask: Elephantmen (Comicraft) - Miguelanxo Prado, por "Dream" em The Sandman: Endless Nights (Vertigo/DC) - Frank Quitely, por "Destiny" em The Sandman: Endless Nights (Vertigo/DC)                                                                                       | [ 17 ]               |
| 2005 | Teddy Kristiansen  | It's a Bird...                                           | DC/Vertigo                     | - Juanjo Guarnido, por Blacksad, Book 2: Arctic Nation (iBooks) - David Mack, por Kabuki (Marvel) - Ben Templesmith, por 30 for Days of Night: Return to Barrow (IDW) - Michael Zulli, por Creatures of the Night (Dark Horse Books) | [ 18 ]               |
| 2006 | Ladronn            | Hip Flask: Mystery City                                  | Active Images                  | - Paul Guinan, por Heartbreakers Meet Boilerplate (IDW) - Ben Templesmith, por Fell (Image) - Kent Williams, por The Fountain (Vertigo/DC) | [ 19 ]               |
| 2007 | Jill Thompson      | "A Dog and His Boy" (em The Dark Horse Book of Monsters) | Dark Horse                     | - Nicolas De Crecy, por Glacial Period (NBM) - Melinda Gebbie, por Lost Girls (Top Shelf) - Ben Templesmith, por Fell (Image), The Looking Glass Wars: Hatter M (Desperado/Image) e Wormwood: Gentleman Corpse (IDW) - Brett Weldele, por Southland Tales: Prequel Saga (Graphitti) e Silent Ghost (Markosia)                           | [ 20 ]               |
| 2007 | Jill Thompson      | "Love Triangle" (em Sexy Chix)                           | Dark Horse                     | - Nicolas De Crecy, por Glacial Period (NBM) - Melinda Gebbie, por Lost Girls (Top Shelf) - Ben Templesmith, por Fell (Image), The Looking Glass Wars: Hatter M (Desperado/Image) e Wormwood: Gentleman Corpse (IDW) - Brett Weldele, por Southland Tales: Prequel Saga (Graphitti) e Silent Ghost (Markosia)                           | [ 20 ]               |
| 2007 | Jill Thompson      | "Fair Division" (Fables: 1001 Nights of Snowfall)        | DC/Vertigo                     | - Nicolas De Crecy, por Glacial Period (NBM) - Melinda Gebbie, por Lost Girls (Top Shelf) - Ben Templesmith, por Fell (Image), The Looking Glass Wars: Hatter M (Desperado/Image) e Wormwood: Gentleman Corpse (IDW) - Brett Weldele, por Southland Tales: Prequel Saga (Graphitti) e Silent Ghost (Markosia)                           | [ 20 ]               |
| 2008 | Eric Powell        | The Goon: Chinatown                                      | Dark Horse                     | - Ann-Marie Fleming, por The Magical Life of Long Tack Sam (Riverhead Books/Penguin Group) - Bryan Talbot, por Alice in Sunderland (Dark Horse) - Ben Templesmith, por Fell (Image), 30 Days of Night: Red Snow e Wormwood: Gentleman Corpse (IDW)                                                                                      | [ 21 ]               |
| 2009 | Jill Thompson      | Magic Trixie                                             | HarperCollins Children's Books | - Lynda Barry, por What It Is (Drawn & Quarterly) - Eddie Campbell, por The Amazing Remarkable Monsieur Leotard (First Second) - Enrico Casarosa, por The Venice Chronicles (Atelier Fio/AdHouse) - Scott Morse, por Tiger! Tiger! Tiger! (Red Window)                                                                                  | [ 1 ]                |
| 2009 | Jill Thompson      | Magic Trixie Sleeps Over                                 | HarperCollins Children's Books | - Lynda Barry, por What It Is (Drawn & Quarterly) - Eddie Campbell, por The Amazing Remarkable Monsieur Leotard (First Second) - Enrico Casarosa, por The Venice Chronicles (Atelier Fio/AdHouse) - Scott Morse, por Tiger! Tiger! Tiger! (Red Window)                                                                                  | [ 1 ]                |
| 2010 | Jill Thompson      | Beasts of Burden                                         | Dark Horse                     | - Émile Bravo, por My mommy is in America and she met Buffalo Bill (Fanfare/Ponent Mon) - Mauro Cascioli, por Justice League: Cry for Justice (DC) - Nicolle Rager Fuller, por Charles Darwin on the Origin of Species: A Graphic Adaptation (Rodale Books) - Carol Tyler, por You'll Never Know: A Good and Decent Man (Fantagraphics) | [ 22 ]               |
| 2010 | Jill Thompson      | Magic Trixie and the Dragon                              | HarperCollins Children's Books | - Émile Bravo, por My mommy is in America and she met Buffalo Bill (Fanfare/Ponent Mon) - Mauro Cascioli, por Justice League: Cry for Justice (DC) - Nicolle Rager Fuller, por Charles Darwin on the Origin of Species: A Graphic Adaptation (Rodale Books) - Carol Tyler, por You'll Never Know: A Good and Decent Man (Fantagraphics) | [ 22 ]               |
| 2011 | Juanjo Guarnido    | Blacksad                                                 | Dark Horse                     | - Lynda Barry, por Picture This: The Nearsighted Monkey Book (Drawn & Quarterly) - Brecht Evens, por The Wrong Place (Drawn & Quarterly) - Janet Lee, por Return of the Dapper Men (Archaia) - Eric Liberge, por On the Odd Hours (NBM) - Carol Tyler, por You'll Never Know Book 2: Collateral Damage (Fantagraphics)                  | [ 23 ]               |
| 2013 | Juanjo Guarnido    | Blacksad                                                 | Dark Horse                     | - Brecht Evens, por The Making Of (Drawn & Quarterly) - Teddy Kristiansen, por The Red Diary/The RE[a]D Diary (MAN OF ACTION/Image) - Lorenzo Mattotti, por The Crackle of the Frost (Fantagraphics) - Katsuya Terada, por The Monkey King vol. 2 (Dark Horse)                                                                          | [ 24 ]               |
| 2014 | Fiona Staples      | Saga                                                     | Image Comics                   | - Andrew C. Robinson, por The Fifth Beatle (Dark Horse) - Sonia Sanchéz, por Here I Am (Capstone) - Ive Svorcina, por Thor (Marvel) - Marguerite Van Cook, por 7 Miles a Second (Fantagraphics) - Judith Vanistendael, por When David Lost His Voice (SelfMadeHero)                                                                     | [ 25 ] [ 26 ]        |
| 2015 | J. H. Williams III | The Sandman: Overture                                    | Vertigo/DC                     | - Lauri e Jaakko Ahonen, por Jaybird (Dark Horse) - Colleen Coover, por Bandette (Monkeybrain) - Mike Del Mundo, por Elektra (Marvel) - Juanjo Guarnido, por Blacksad: Amarillo (Dark Horse) | [ 27 ]               |
| 2016 | Dustin Nguyen      | Descender                                                | Image                          | - Federico Bertolucci, por Love: The Tiger e Love: The Fox (Magnetic Press) - Colleen Coover, por Bandette (Monkeybrain) - Carita Lupattelli, por Izuna (Humanoids) - Tony Sandoval, por A Glance Backward (Magnetic Press) | [ 28 ]               |
| 2017 | Jill Thompson      | Wonder Woman: The True Amazon                            | DC                             | - Federico Bertolucci, por Love: The Lion (Magnetic) - Brecht Evens, por Panther (Drawn & Quarterly) - Manuele Fior, por 5,000 km per Second (Fantagraphics) - Dave McKean, por Black Dog (Dark Horse) - Sana Takeda, por Monstress (Image)                                                                                             | [ 29 ]               |
| 2017 | Jill Thompson      | Beasts of Burden: What the Cat Dragged In                | Dark Horse                     | - Federico Bertolucci, por Love: The Lion (Magnetic) - Brecht Evens, por Panther (Drawn & Quarterly) - Manuele Fior, por 5,000 km per Second (Fantagraphics) - Dave McKean, por Black Dog (Dark Horse) - Sana Takeda, por Monstress (Image)                                                                                             | [ 29 ]               |
| 2018 | Sana Takeda        | Monstress                                                | Image                          | - Federico Bertolucci, por Love: The Dinosaur, Little Tails (Lion Forge/Magnetic) - Ricard Efa, por Monet: Itinerant of Light (NBM) - Jean-Pierre Gibrat, por Flight of the Raven (EuroComics/IDW) - Cyril Pedrosa, por Portugal (NBM)                                                                                                  | [ 30 ] [ 31 ] [ 32 ] |
| 2019 | Dustin Nguyen      | Descender                                                | Image                          | - Lee Bermejo, por Batman: Damned (DC Comics) - Carita Lupatelli, por Izuna Book 2 (Humanoids) - Gregory Panaccione, por A Sea of Love (Magnetic/Lion Forge) - Tony Sandoval, por Watersnakes (Magnetic/Lion Forge) | [ 33 ]               |
| 2020 | Christian Ward     | Invisible Kingdom                                        | Berger Books/Dark Horse        | - Didier Cassegrain, por Black Water Lilies (Europe Comics) - Alexandre Clarisse, por Diabolical Summer (IDW) - David Mack, por Cover (DC) - Léa Mazé, por Elma, A Bear’s Life, vol. 1: The Great Journey (Europe Comics) - Julie Rocheleau, por Wrath of Fantômas (Titan)                                                              | [ 34 ]               |